# Сембинов, Альмукан Оспанович

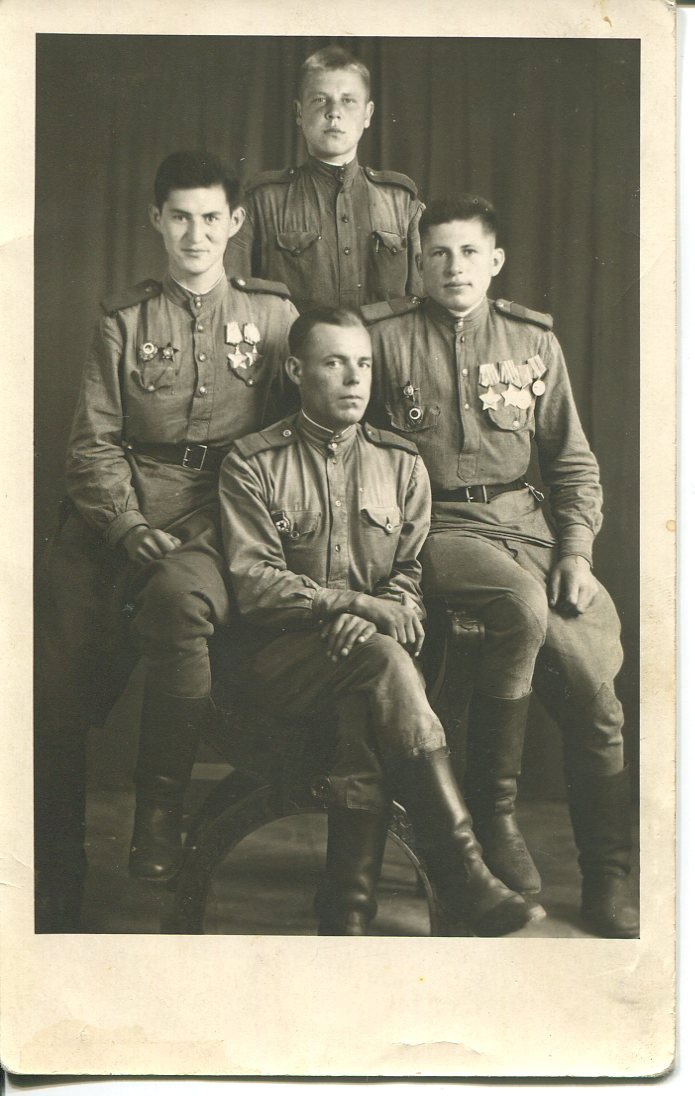
Альмукан Сембинов с однополчанами

Альмукан Оспанович Сембинов (21.04.1924, с. Жанабирлик, Акмолинский уезд, Акмолинская губерния, Киргизская АССР, РСФСР, СССР — 10.02.1972, Целиноград, Казахская ССР, СССР) — советский военнослужащий, участник Великой Отечественной войны, полный кавалер ордена Славы, разведчик взвода пешей разведки 1210-го стрелкового полка 362-й стрелковой дивизии 50-й армии 2-го Белорусского фронта, красноармеец.

## Биография
Родился 21 апреля 1924 года в селе Жанабирлик Акмолинского уезда Акмолинской губернии в крестьянской семье. Происходит из рода таракты .
Окончил 10 классов. C 18 лет был призван в армию. В Красной Армии и на фронте в Великую Отечественную войну с февраля 1942 года. С 1943 года принимал участие в боевых действиях. Сражался на 1-м и 3-м Белорусских фронтах в составе 121-го стрелкового полка 362-й стрелковой Краснознаменной Верхнеднепровской ордена Суворова дивизии. Служил в полковой разведке. Сначала был рядовым, а затем стал командиром отделения разведвзвода, сержантом. Член ВКП/КПСС с 1944 года.
За героические действия на фронте Альмукан Сембинов был награждён орденами Красной Звезды и тремя Орденами Славы — 3-й, 2-й и 1-й степеней. Обладатели трех Орденов солдатской Славы были приравнены к званию Героя Советского Союза. Из миллионов участников Великой Отечественной войны кавалерами Золотой Звезды стали свыше 11 тысяч человек, в то время как трех степеней Ордена Славы были удостоены всего 2656 человек, из них только 136 казахстанцев. Орденом награждались военнослужащие рядового состава, сержанты и старшины Красной армии только за личные заслуги (воинские части и соединения им не награждались).
О фронтовом пути А. Сембинова рассказывается в книге А. Потапова и С. Честнова «Доблесть солдатская», выпущенной издательством «Казахстан» в 1974 году и воссоздающей боевые биографии 136 героев-казахстанцев — полных кавалеров Ордена Славы. В очерке «Голос Долга» воспроизводятся отдельные эпизоды, характеризующие смелость, инициативность и отвагу Альмукана Сембинова.
Разведчик взвода пешей разведки 1210-го стрелкового полка красноармеец Альмукан Сембинов 27-28 июня 1944 года в числе первых на подручных средствах преодолел реку Днепр у населённого пункта Старая Травна-Прибор, расположенного в 8-и километрах юго-западнее города Быхов Могилёвской области Белоруссии и с ходу вместе с другими разведчиками ворвался в Быхов. В завязавшемся бою красноармеец Сембинов сразил несколько противников. За мужество и отвагу, проявленные в боях, 15 августа 1944 года красноармеец Сембинов Альмукан Оспанович награждён орденом Славы 3-й степени.
29 августа 1944 года разведчик взвода пешей разведки 1210-го стрелкового полка красноармеец Альмукан Сембинов, находясь в группе захвата, в районе населённого пункта Кулеше, расположенного в 45-и километрах северо-восточнее польского города Ломжа, ворвался в траншею противника, уничтожил из автомата двух солдат и одного захватил в плен. Прикрывая отход разведчиков с пленным, красноармеец Сембинов уничтожил около десяти вражеских автоматчиков. За мужество и отвагу, проявленные в боях, 3 сентября 1944 года красноармеец Сембинов Альмукан Оспанович награждён орденом Славы 2-й степени.
В январско-февральских боях 1945 года за умелые и храбрые действия командир отделения взвода пешей разведки А. Сембинов был награждён орденом Красной звезды.
Командир отделения взвода пешей разведки 1210-го стрелкового полка красноармеец Альмукан Сембинов вместе с другими разведчиками 17 апреля 1945 года ворвались в населённый пункт Мюльрозе, расположенный в 12-и километрах юго-западнее города Франкфурт-на-Одере, захватили в плен девятерых солдат. В схватке с неприятелем красноармеец Сембинов был ранен, но продолжал руководить отделением. 22 апреля 1945 года красноармеец Альмукан Сембинов с вверенным ему отделением, находясь в тылу противника, устроил засаду на левом берегу реки Одер у населённого пункта Бернис-Бухолс, расположенного западнее города Мюльрозе. Внезапно напав на штабную машину, разведчики сразили двух противников, одного взяли в плен. 26 апреля 1945 года отделение под командованием Альмукана Сембинова, находясь в засаде у населённого пункта Шеспцинг, подбило бронетранспортёр и пленило троих вражеских солдат.
Указом Президиума Верховного Совета СССР от 15 мая 1945 года за образцовое выполнение заданий командования в боях с немецко-вражескими захватчиками красноармеец Сембинов Альмукан Оспанович награждён орденом Славы 1-й степени, став полным кавалером ордена Славы.

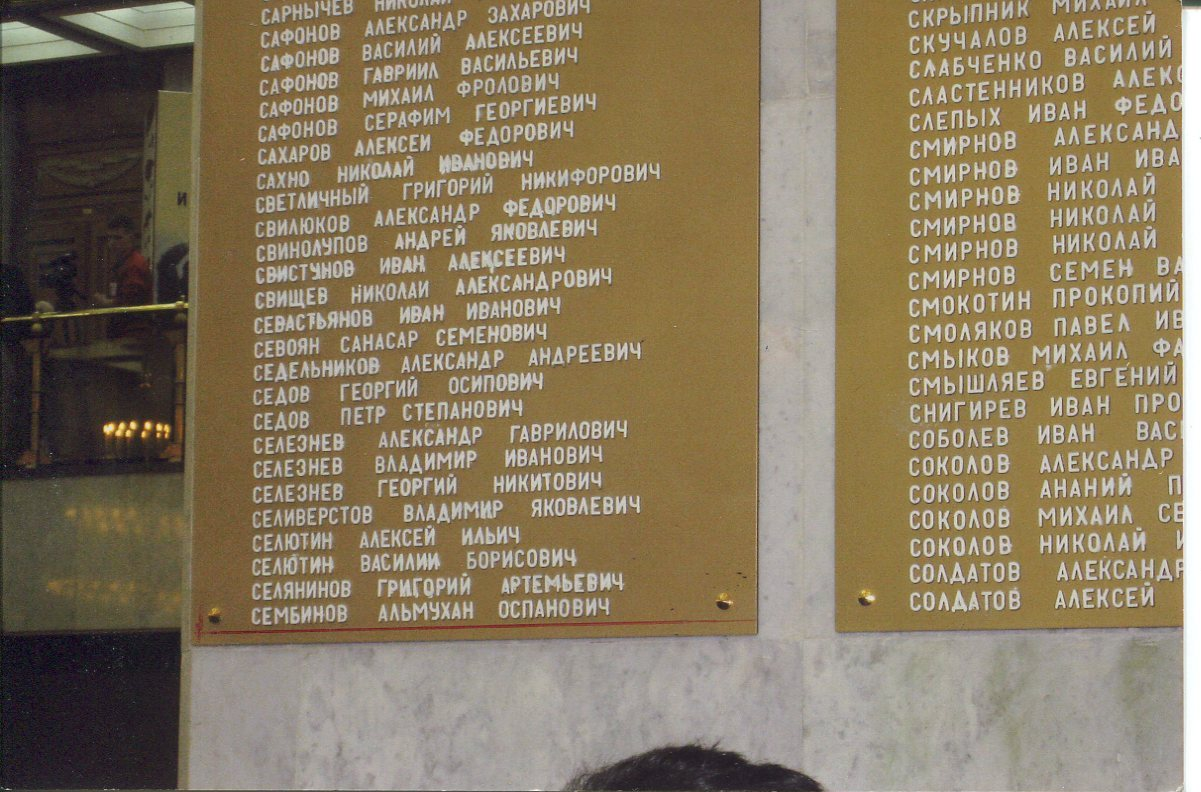
Имя Альмукана Сембинова в Парке Победы на Поклонной горе (г. Москва)

Войну А. Сембинов закончил на Эльбе под городом Рудерштатом. В декабре 1945 демобилизован и возвратился в родной Акмолинск. Работал инструктором горкома партии, а затем — первым секретарем горкома комсомола. Детская железная дорога в парке на левом берегу Ишима (ныне парк Астана) была построена по его инициативе. В 1948 году к боевым наградам Альмукана Сембинова добавился орден Трудового Красного Знамени.
Впоследствии окончил Высшую партийную школу и в 1951 году заочно педагогический институт. Работал заместителем начальника политотдела строительства железной дороги Акмолинск — Павлодар, директором строительного техникума, а последний период жизни возглавлял учебный комбинат Министерства автомобильных дорог.
Награждён орденами Трудового Красного Знамени, Красной Звезды, Славы 1-й, 2-й и 3-й степени, медалями. Удостоен звания «Почётный гражданин города Целинограда».
Скончался 10 февраля 1972 года, похоронен на Городском кладбище Астаны.
Именем полного кавалера ордена Славы Альмукана Сембинова названа одна из улиц столицы Казахстана города Астана.

Ордена Славы Альмукана Сембинова и Орден Красной Звезды находятся на экспозиции в Национальном Музее Республики Казахстан (зал Астаны). 

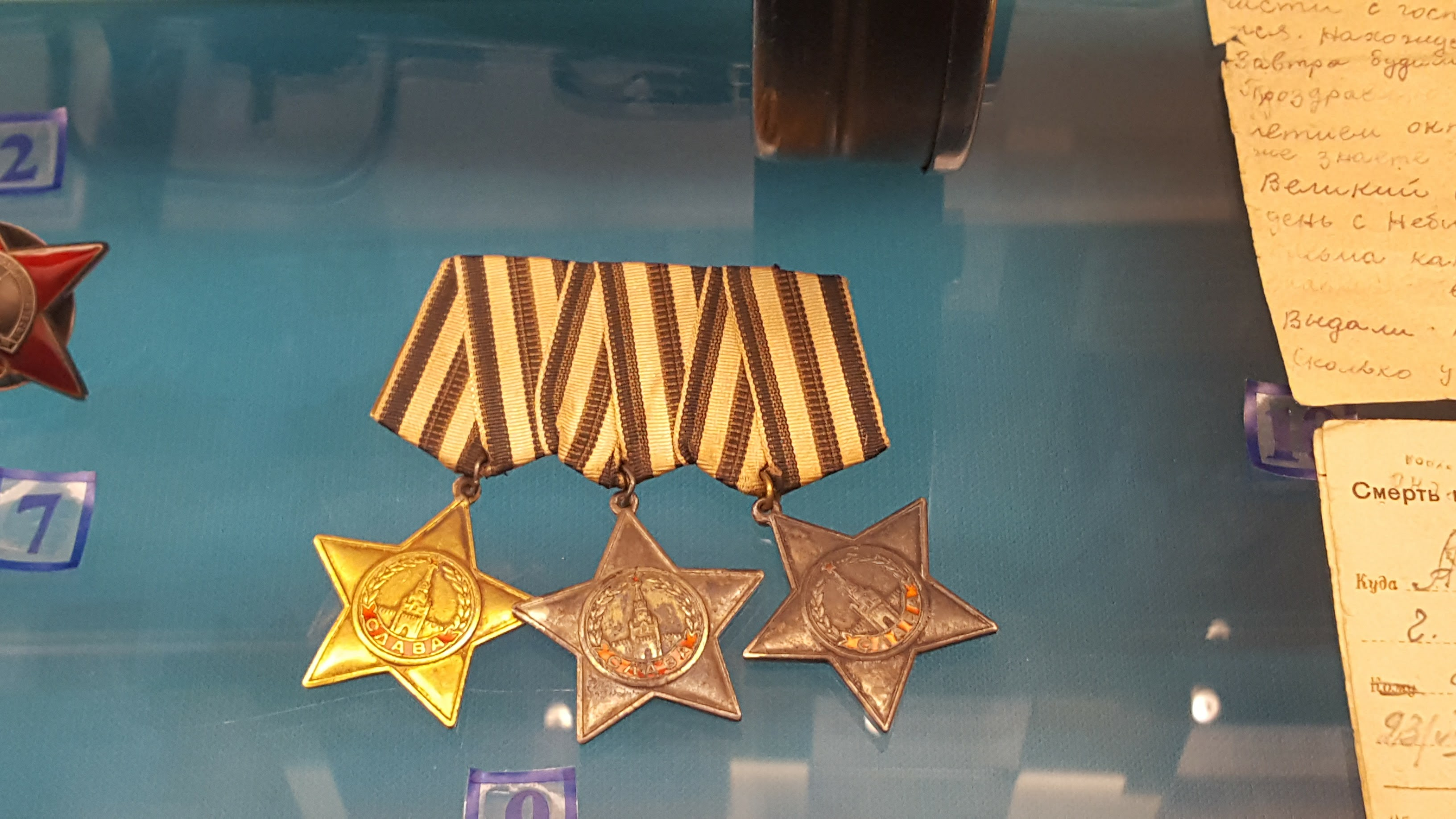
Ордена Славы трех степеней А. Сембинова на экспозиции в Национальном Музее Республики Казахстан